# دوبرشاو-گاوسیگ
دوبرشاو-گاوسیگ (به آلمانی: Doberschau-Gaußig) یک شهر در آلمان است که در باوتسن واقع شده‌است. دوبرشاو-گاوسیگ ۴٬۵۶۳ نفر جمعیت دارد.